# Daniel Bisgaard Haarbo
Daniel Bisgaard Haarbo (født 14. marts 2003) er en dansk professionel fodboldspiller, der spiller for den danske superligaklub Aarhus Fremad som central midtbanespiller.

## Klubkarriere

### BSV Boldklubben Søllerød-Vedbæk
De første trin i Bisgaard Haarbo's fodbold-uddannelse blev grundlagt på den lokale grønsvær i fodboldklubben BSV.
I 2013 blev Bisgaard Haarbo inviteret af AC Milan til at deltage i deres velrenommerede Milan Junior Camp 2014 i Milano.

### FC Københavns Talent Akademi
I en alder af blot 10 år valgte Bisgaard Haarbo at flytte fra BSV til FC København (KB), og fulgte dermed i fodsporene på sin bror.
I 2015 blev Bisgaard Haarbo tilbudt deltagelse i FCK's 3 årige talent-program "School of Excellence", der kombinerede skole og fodbolduddannelse, med den ældre årgang 2002.
I sæsonen 2019/20 var Bisgaard Haarbo anfører for U17-holdet, der under ledelse af Alfred Johansson sluttede på førstepladsen i den landsdækkende U17-liga, men som dog ikke gav medaljer, idet den globale Covid-19 pandemi havde sat en brat stopper for sæsonen.
Bisgaard Haarbo blev rykket op til FC Københavns U19 trup i slutningen af 2019 og her var han med til at vinde den danske U19 pokalfinale 2019/20.
I 2021-22 sæsonen var Bisgaard Haarbo anfører for U19-holdet, der under ledelse af Hjalte Bo Nørregaard vandt "The U19 Double" med både Liga titel og Pokal titel, hvilket aldrig før var opnået i FC København.

### FC København
I 2019 blev unge Bisgaard Haarbo som U17-spiller udtaget første gang til senior-kamp, men først året efter fik Bisgaard Haarbo sin senior-debut på FC Københavns reservehold i et klassisk Brøndby-derby.
I 2021 afsluttede Bisgaard Haarbo STX studentereksamen på Gammel Hellerup Gymnasium og underskrev herefter professionel fuldtidskontrakt med FC København. Bisgaard Haarbo fik kort tid efter sin internationale senior-debut med FC København i UEFA Europa Conference League mod Lincoln Red Imps FC 

### Landshold
Bisgaard Haarbo har spillet og vundet 4 kampe for Danmarks u17-landshold mod Grækenland og Frankrig.
Bisgaard Haarbo blev indkaldt til U17-landsholdets kampe i 2020 UEFA Europa Under-17 mesterskab i Moskva (Rusland), men turneringen blev aflyst pga udbruddet af Covid-19.
Bisgaard Haarbo deltog i den eneste U18-landsholds-samling i 2020-21, hvor Tyskland blev besejret på udebane.
I 2021-22 var landsholdet igen fuldt samlet og Bisgaard Haarbo spillede alle 10 kampe, med 7 sejre, 2 uafgjort og 1 nederlag. I øvrigt et nederlag, der blev spillet under meget specielle forhold i Spanien, og som betød, at den talentfulde 2003-landsholdsårgang missede kvalifikationen til EM for U19 og dermed også VM for U20.